# Allegoria della Salvezza
L'Allegoria della Salvezza  è un dipinto a olio su tavola (161x117 cm) di Rosso Fiorentino, databile al 1522 circa, e conservato nel LACMA di Los Angeles.

## Storia e descrizione
L'opera, non finita, è tra le più inquietanti pale dipinte dal Rosso, risalente al suo secondo soggiorno fiorentino, dopo l'annata a Volterra, in cui aveva sviluppato un ardito sperimentalismo formale ed espressivo.
L'artista si allontanò con decisione dalla tradizione iconografica, dipingendo il gruppo di figure in una composizione inedita. A destra Maria inginocchiata tiene a sé il Bambino, che si divincola con un'espressione di preoccupata inquietudine, simile ma speculare a quello nella Madonna degli Angeli di Andrea del Sarto. In basso sta sdraiata la figura del Battista, in un sonno straziato che ricorda la morte.
A sinistra prevale la figura di sant'Elisabetta, già interpretata come sant'Anna o come la profetessa Anna, che poggiando un braccio scheletrico su un libro in equilibrio, distende l'altro verso Maria a il Bambino, ai quali è rivolto anche il suo sguardo scavato. In una complessa torsione, tiene il piede destro tra le gambe del san Giovannino e Gesù vi poggia il suo piedino sopra, in un'allegoria salvifica in cui sta essenzialmente il nodo della rappresentazione: Elisabetta e Maria infatti sono coscienti dei destini tragici dei loro figli e ne fanno partecipe l'un l'altra con drammaticità, anche se alla fine la vittoria sul male (simboleggiata dall'appoggio di Cristo sul piede della santa) non renderà vano il loro sacrificio. Anche se si trattasse della profetessa Anna, che tiene il libro del suo vaticinio e ne fa partecipi gli astanti, il significato della pala non cambia di molto.
In alto stanno poi due angeli alati, che sembrano fluttuare e che si allungano nello spazio, con espressioni pure caricate e ansiose, tanto che sono stati definiti "angeli-demoni" dai toni cupi e minacciosi. In generale le figure sono allungate, rigide ed emaciate. I colori chiari e in tonalità acidule, con campiture spigolose che creano forti contrasti. Nell'atmosfera, tesa e funerea, si è persa ogni traccia della grazia e della dolcezza delle pale fiorentine di appena qualche anno prima, così come al posto di una serena connotazione ambientale l'artista usò uno spazio indefinito e dalla profondità compressa.